# Joel Sánchez Alegría
Joel Melchor Sánchez Alegría (Siguas, Provincia de Arequipa, Perú, 11 de junio de 1989) es un futbolista peruano. Juega como mediocentro ofensivo y su equipo actual es Universidad San Martín de la Liga 2 de Perú.

## Trayectoria
Nacido en la ciudad arequipeña de Siguas. Posteriormente, empezó a jugar profesionalmente en Primera División por el Total Clean, club con el que perdió la categoría el 2007 y logró el título de la Segunda División al año siguiente. Jugó en el mismo equipo, que cambió su denominación a "Total Chalaco", durante todo el 2009.
Para la siguiente temporada fichó por Alianza Lima, equipo con el que realizó una destaca participación en la Copa Libertadores 2010, perdiendo en octavos de final con Universidad de Chile. Al año siguiente, se negó a renovar su contrato con Alianza, razón por la cual los directivos le negaron viajar a Argentina con el primer equipo para hacer la pretemporada junto a sus compañeros. El volante finalmente cumpliría el contrato con el club íntimo que lo ligaba hasta diciembre de 2011. Sin embargo, Joel, aduciendo maltrato de parte del club por no llevarlo a la pretemporada por no firmar una extensión del contrato dentro de otro contrato, presentó su caso a la Cámara de disputas de la FPF, la cual falló a su favor. Gracias a ello, se convirtió en jugador libre y el 5 de abril de 2011 firmó por la Universidad San Martín. Jugando así la Copa Sudamericana 2012 los 2 partidos de titular contra el Emelec.
En octubre de 2012 fue sancionado por la FIFA por 2 años al dar positivo en el control antidopaje. En 2015 regresó a las canchas tras cumplir la sanción, siendo una de las figuras de su club en el Torneo del Inca 2015, merecimiento que le hizo volver a la selección para disputar la Copa América 2015.
A finales del 2016 Álvaro Barco confirma el traspaso hacia el Tigres UANL quien finalmente lo envió a préstamo a Sporting Cristal.
A mitad del 2018 fichó por el F. B. C. Melgar siendo fundamental para llegar a las semifinales.

## Selección nacional
En enero del 2007 jugó el Sudamericano Sub-17 de Venezuela con la selección peruana. Posteriormente, en junio, de cara a una nueva fecha de las eliminatorias mundialistas, fue convocado por primera vez para la selección absoluta. Su debut con la camiseta rojiblanca se dio tres meses después: el 9 de septiembre de 2009, ingresó en el segundo tiempo ante Venezuela, encuentro que finalizó 3-1 a favor del equipo vinotinto.
El 17 de enero la Federación Peruana de Fútbol anunció que el jugador dio positivo en el control antidopaje tras el partido contra Bolivia por las Eliminatorias para el Mundial de Brasil 2014. Debido a ello, la FIFA suspendió al jugador de manera cautelar mientras se desarrolla el proceso investigatorio y de pruebas.
Tras cumplir la sanción que se le impuso, Sánchez fue llamado por Ricardo Gareca para disputar la Copa América 2015,  tras ser uno de los jugadores más destacados del Torneo del Inca 2015. Fue convocado nuevamente para las fechas 7 y 8 de las Eliminatorias Rusia 2018.

### Participaciones en Copa América
| Torneo            | Sede  | Resultado    | Partidos | Goles |
| ----------------- | ----- | ------------ | -------- | ----- |
| Copa América 2015 | Chile | Tercer lugar | 4        | 0     |

### Participaciones en eliminatorias
| Eliminatorias                    | Resultado          | Partidos | Goles |
| -------------------------------- | ------------------ | -------- | ----- |
| Eliminatorias Sudamericanas 2010 | 10° (no clasificó) | 1        | 0     |
| Eliminatorias Sudamericanas 2014 | 7° (no clasificó)  | 1        | 0     |
| Eliminatorias Sudamericanas 2018 | 5.º (Clasificado)  | 2        | 0     |

## Estadísticas

### Clubes
Actualizado al último partido disputado el 25 de julio de 2024.
| Club                                                                                   | Div.          | Temporada     | Liga  | Liga  | Liga   | Copas nacionales(1) | Copas nacionales(1) | Copas nacionales(1) | Copas internacionales | Copas internacionales | Copas internacionales | Total(2) | Total(2) | Total(2) |
| Club                                                                                   | Div.          | Temporada     | Part. | Goles | Asist. | Part.               | Goles               | Asist.              | Part.                 | Goles                 | Asist.                | Part.    | Goles    | Asist.   |
| -------------------------------------------------------------------------------------- | ------------- | ------------- | ----- | ----- | ------ | ------------------- | ------------------- | ------------------- | --------------------- | --------------------- | --------------------- | -------- | -------- | -------- |
| Total Chalaco · Perú                                                                   | 1.ª           | 2007          | 8     | 0     | 0      | -                   | -                   | -                   | -                     | -                     | -                     | 8        | 0        | 0        |
| Total Chalaco · Perú                                                                   | 2.ª           | 2008          | 31    | 2     | 0      | -                   | -                   | -                   | -                     | -                     | -                     | 31       | 2        | 0        |
| Total Chalaco · Perú                                                                   | 1.ª           | 2009          | 36    | 3     | 7      | -                   | -                   | -                   | -                     | -                     | -                     | 36       | 3        | 7        |
| Total Chalaco · Perú                                                                   | Total club    | Total club    | 75    | 5     | 7      | 0                   | 0                   | 0                   | 0                     | 0                     | 0                     | 75       | 5        | 7        |
| Alianza Lima · Perú                                                                    | 1.ª           | 2010          | 33    | 3     | 5      | -                   | -                   | -                   | 8                     | 1                     | 1                     | 41       | 4        | 6        |
| Alianza Lima · Perú                                                                    | Total club    | Total club    | 33    | 3     | 5      | 0                   | 0                   | 0                   | 8                     | 1                     | 1                     | 41       | 4        | 6        |
| Universidad de San Martín · Perú                                                       | 1.ª           | 2011          | 21    | 5     | 1      | -                   | -                   | -                   | -                     | -                     | -                     | 21       | 5        | 1        |
| Universidad de San Martín · Perú                                                       | 1.ª           | 2012          | 42    | 2     | 3      | -                   | -                   | -                   | 2                     | 0                     | 0                     | 44       | 2        | 3        |
| Universidad de San Martín · Perú                                                       | 1.ª           | 2014          | 0     | 0     | 0      | -                   | -                   | -                   | -                     | -                     | -                     | 0        | 0        | 0        |
| Universidad de San Martín · Perú                                                       | 1.ª           | 2015          | 28    | 3     | 7      | 11                  | 0                   | 2                   | -                     | -                     | -                     | 39       | 3        | 9        |
| Universidad de San Martín · Perú                                                       | 1.ª           | 2016          | 41    | 8     | 10     | -                   | -                   | -                   | -                     | -                     | -                     | 41       | 8        | 10       |
| Universidad de San Martín · Perú                                                       | Total club    | Total club    | 132   | 18    | 21     | 11                  | 0                   | 2                   | 2                     | 0                     | 0                     | 145      | 18       | 23       |
| Tigres UANL · México                                                                   | 1.ª           | 2016-17       | 0     | 0     | 0      | -                   | -                   | -                   | 1                     | 0                     | 0                     | 1        | 0        | 0        |
| Tigres UANL · México                                                                   | Total club    | Total club    | 0     | 0     | 0      | 0                   | 0                   | 0                   | 1                     | 0                     | 0                     | 1        | 0        | 0        |
| Sporting Cristal · Perú                                                                | 1.ª           | 2017          | 32    | 0     | 3      | -                   | -                   | -                   | 4                     | 0                     | 0                     | 36       | 0        | 3        |
| Sporting Cristal · Perú                                                                | Total club    | Total club    | 32    | 0     | 3      | 0                   | 0                   | 0                   | 4                     | 0                     | 0                     | 36       | 0        | 3        |
| Querétaro F. C. · México                                                               | 1.ª           | 2018          | 5     | 0     | 0      | 3                   | 0                   | 0                   | -                     | -                     | -                     | 8        | 0        | 0        |
| Querétaro F. C. · México                                                               | Total club    | Total club    | 5     | 0     | 0      | 3                   | 0                   | 0                   | 0                     | 0                     | 0                     | 8        | 0        | 0        |
| F. B. C. Melgar · Perú                                                                 | 1.ª           | 2018          | 16    | 3     | 5      | -                   | -                   | -                   | -                     | -                     | -                     | 16       | 3        | 5        |
| F. B. C. Melgar · Perú                                                                 | 1.ª           | 2019          | 25    | 3     | 5      | 2                   | 1                   | 0                   | 11                    | 0                     | 3                     | 38       | 4        | 8        |
| F. B. C. Melgar · Perú                                                                 | 1.ª           | 2020          | 26    | 6     | 4      | -                   | -                   | -                   | 4                     | 1                     | 1                     | 30       | 7        | 5        |
| F. B. C. Melgar · Perú                                                                 | 1.ª           | 2021          | 22    | 1     | 1      | 1                   | 0                   | 0                   | 7                     | 0                     | 1                     | 30       | 1        | 2        |
| F. B. C. Melgar · Perú                                                                 | 1.ª           | 2022          | 21    | 0     | 1      | -                   | -                   | -                   | 6                     | 0                     | 0                     | 27       | 0        | 1        |
| F. B. C. Melgar · Perú                                                                 | Total club    | Total club    | 110   | 13    | 16     | 3                   | 1                   | 0                   | 28                    | 1                     | 5                     | 141      | 15       | 21       |
| UTC de Cajamarca · Perú                                                                | 1.ª           | 2023          | 33    | 1     | 6      | -                   | -                   | -                   | -                     | -                     | -                     | 33       | 1        | 6        |
| UTC de Cajamarca · Perú                                                                | 1.ª           | 2024          | 19    | 1     | 3      | -                   | -                   | -                   | -                     | -                     | -                     | 19       | 1        | 3        |
| UTC de Cajamarca · Perú                                                                | Total club    | Total club    | 52    | 2     | 9      | 0                   | 0                   | 0                   | 0                     | 0                     | 0                     | 52       | 2        | 9        |
| Total carrera                                                                          | Total carrera | Total carrera | 439   | 41    | 61     | 17                  | 1                   | 2                   | 43                    | 2                     | 6                     | 499      | 44       | 69       |
| (1) Incluye datos de la Copa Bicentenario. (2) No incluye goles en partidos amistosos. |               |               |       |       |        |                     |                     |                     |                       |                       |                       |          |          |          |

## Palmarés

### Campeonatos regionales
| Título                         | Club        | País | Año  |
| ------------------------------ | ----------- | ---- | ---- |
| Liga Departamental de Arequipa | Total Clean | Perú | 2006 |

### Campeonatos nacionales
| Título                    | Club            | País | Año  |
| ------------------------- | --------------- | ---- | ---- |
| Copa Perú                 | Total Clean     | Perú | 2006 |
| Segunda División del Perú | Total Clean     | Perú | 2008 |
| Torneo Clausura           | F. B. C. Melgar | Perú | 2018 |
| Torneo Apertura           | F. B. C. Melgar | Perú | 2022 |

### Distinciones individuales
| Distinción                                                                                            | Año  |
| --- | ---- |
| Incluido en el equipo ideal del Campeonato Descentralizado según el portal periodístico DeChalaca.com | 2010 |
| Incluido en el equipo ideal del Torneo del Inca según DeChalaca.com                                   | 2015 |
| Incluido en el equipo ideal del Campeonato Descentralizado según DeChalaca.com                        | 2015 |
| Incluido en el equipo ideal del Campeonato Descentralizado según DeChalaca.com                        | 2016 |
| Preseleccionado como volante en el mejor once del Campeonato Descentralizado según la SAFAP           | 2018 |